# Fanny de Sivers
Fanny de Sivers (Pärnu, 20 de octubre de 1920 - Eaubonne, 22 de junio de 2011) fue una lingüista y ensayista estonia.

## Biografía
Fanny de Sivers estudió humanidades y arte en la Universidad de Tartu desde 1938 hasta 1941, se fue de Estonia y se mudó a Alemania en 1941, casándose con von Sivers.
Estudió en las universidades de Breslau, Würzburg y Innsbruck y adquirió el grado académico de licencia en París y Lund.
Desde 1949, Fanny de Sivers vivió en Francia, donde trabajó como intérprete y secretaria en instituciones del Estado, desde 1964 hasta 1986 trabajó como lingüista en el Centre National de la Recherche Scientifique. Fue una profesora visitante de la Universidad de Tartu desde 1993 hasta 1994.
Ha publicado varios artículos en estudios de lengua y literatura; también ha traducido trabajos de autores de Estonia al francés y viceversa. 
Fanny de Sivers fue una cristiana devota.